# Juanjo González
Juan José González Argüelles (Gijón, Asturias, 9 de octubre de 1973), conocido como Juanjo, es un exfutbolista y entrenador español.

## Trayectoria

### Como jugador
Formado en la Escuela de fútbol de Mareo, jugó en el U. D. Gijón Industrial durante las temporadas 1992-93 y 1993-94 antes de incorporarse al Real Sporting de Gijón "B". Debutó con el primer equipo sportinguista en la temporada 1994-95 y, en la 1997-98, se asentó definitivamente en la plantilla del Real Sporting de Gijón, donde se mantuvo hasta la campaña 2002-03, momento en que fichó por el C. D. Linares de la Segunda División B. Puso fin a su carrera deportiva en el club jiennense al finalizar la temporada 2003-04.

### Como entrenador
Tras entrenar al equipo juvenil del C. D. Linares durante la temporada 2003-04, se incorporó como ayudante del técnico Roberto Robles en el U. P. Langreo y, en 2005, pasó a ser el primer entrenador del equipo. En 2007, fichó por el C. D. Llanes del grupo II de la Tercera División y, en 2008, pasó al Real Racing Club de Santander como ayudante de Juan Ramón López Muñiz. En la temporada 2009-10 dirigió al Racing en el partido de vuelta de los dieciseisavos de final de la Copa del Rey, tras la destitución de Juan Carlos Mandiá. Durante la temporada 2011-12, se puso de nuevo al frente del primer equipo racinguista tras la dimisión de Héctor Cúper, en la jornada 14, hasta el 7 de marzo de 2012, cuando abandonó el cargo. El 6 de febrero de 2013 se anunció su contratación para dirigir al Real Avilés C. F., al que entrenó hasta el final de la campaña 2012-13.
En 2013 ingresó en la Real Federación Española de Fútbol para ejercer las funciones de técnico analista, asistente y entrenador de porteros en las selecciones sub-17, sub-19, sub-21 y femenina. El 16 de agosto de 2018 pasó a intregrar el cuerpo técnico de la selección absoluta como analista.

## Clubes

### Como jugador
| Club                       | País   | Año       |
| -------------------------- | ------ | --------- |
| U. D. Gijón Industrial     | España | 1992-1994 |
| Real Sporting de Gijón "B" | España | 1994-1997 |
| Real Sporting de Gijón     | España | 1997-2003 |
| C. D. Linares              | España | 2003-2004 |

### Como entrenador
| Club                          | País   | Año       |
| ----------------------------- | ------ | --------- |
| U. P. Langreo                 | España | 2005-2006 |
| C. D. Llanes                  | España | 2007-2008 |
| Real Racing Club de Santander | España | 2009      |
| Real Racing Club de Santander | España | 2011-2012 |
| Real Avilés C. F.             | España | 2013      |